# Ron McKernan

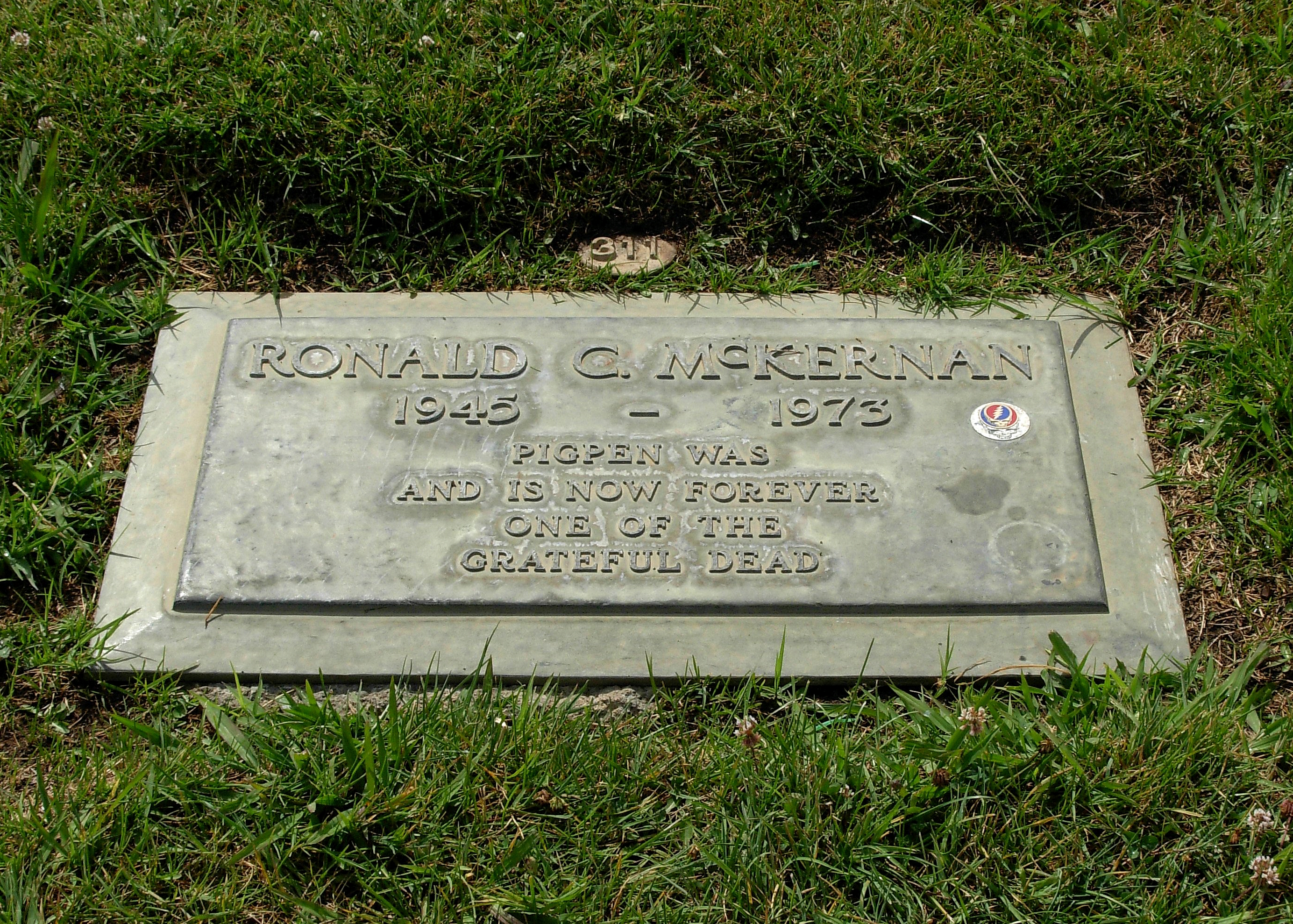
Grabstein von Ron McKernan

Ronald Charles „Pigpen“ McKernan (* 8. September 1945 in San Bruno, Kalifornien; † vermutlich 8. März 1973 in Corte Madera, Kalifornien) war ein US-amerikanischer Musiker und Keyboarder, Organist und Mundharmonikaspieler der Rockgruppe Grateful Dead.

## Leben
McKernan gehörte zu den Gründungsmitgliedern der Band. Musikalisch beeinflusst wurde er durch seinen Vater, einen Rhythm-&-Blues-DJ sowie durch die vielen Afroamerikaner, in deren Nachbarschaft er an seinem Geburtsort aufwuchs.
Nachdem er der High School verwiesen worden war, begann McKernan, sich als Piano player seinen Lebensunterhalt zu verdienen. Dabei kam es zum Treffen mit Jerry García, in dessen erster Band, Mother McCree’s Uptown Jug Champions er Keyboarder, Harmonikaspieler und Sänger wurde. Aus ihr entwickelten sich die Dead im Jahr 1965.
Pigpen McKernan war dabei ein Mittler zwischen den Welten der Rocker und Hippies; das Leben auf ständiger Tournee verlebte er mit Alkohol und anderen Drogen. Nach Beendigung der Europatournee 1972 war er nicht mehr in der Lage bei Konzerten aufzutreten. Am 8. März 1973 wurde McKernan, der an einer Magenblutung gestorben war, tot in seinem Haus in Corte Madera aufgefunden. Er wurde 27 Jahre alt, genauso wie Janis Joplin, mit der er kurzzeitig liiert war. Sie wird im engeren, er im weiteren Sinne zum Klub 27 gezählt.
McKernan wurde im Alta Mesa Memorial Park in Palo Alto beerdigt. Auf seinem Grabstein steht als Wortspiel

„Pigpen was and is now forever one of the Grateful Dead“

„Pigpen war und ist nun auf ewig einer der Grateful Dead / dankbaren Toten.“